# ¡Fibrilando!
¡Fibrilando! es una serie de televisión española, del género de la comedia de situación, producida por Magnolia TV para la cadena española Telecinco, estrenada el 13 de septiembre de 2009.
Protagonizada por el mismo reparto de su antecesora Camera Café, este spin-in, como ha sido bautizado por su creador Luis Guridi, importa un nuevo ambiente, sin tocar ni uno de los personajes, clonando a estos para convertirlos en personal sanitario de una clínica situada diez plantas más abajo de la conocida oficina. Además del cambio en decorado y vestuario, hay cambios en el envoltorio formal de la serie: Grafismo, cortinillas, menús, cabecera y músicas, así como cambios en el reparto, con la incorporación anunciada de tres nuevos personajes. De momento Telecinco anuncia en su web, la entrada del actor Carlos Areces, como el doctor José Antonio Iparraguirre Lacalle, médico forense.
Un giro significativo en el humor es la característica más señalada por su creador y por los responsables de la cadena, que para definir la serie lo han hecho a base de negaciones tales como: "¡Fibrilando! No es otra serie de médicos", "No es una parodia de ninguna serie hospitalaria", "No es una crítica al sistema sanitario" y "¡Fibrilando! no pretende reírse de la clase médica sino de los humanos que hay debajo de las batas" *
En este sentido, Luis Guridi señaló en la rueda de prensa celebrada en Telecinco que, al igual que su predecesora, ¡Fibrilando! tomaba sus fuentes de los defectos universales y eternos del ser humano.
Pese a todo, y por no cumplir las expectativas de la cadena (Fibrilando hizo una cuota de pantalla media del 11,9%, 2.118.000 de espectadores), la cadena se rindió prematuramente, finalizando sus emisiones el 1 de noviembre de 2009. Luis Guridi dio su propia versión del ensayo":

## Diferencias con Camera Café
Nuevo decorado
El área de descanso de Camera Café se configuraba en torno a la máquina de café. En ¡Fibrilando! hay varios elementos escenográficos que amplían el punto de vista. La clínica parece haber sido diseñada por el mismo equipo de estilistas que decoró la oficina de la otra serie. La disposición es similar, pero un buen número de elementos practicables dan amplitud al decorado pintado de color “verde océano” –o sea, color “bata de hospital”. 
Nuevo vestuario
El vestuario también cambia, pero conserva ese aire peculiar que ha ayudado a definir la imagen de la serie. 
Nuevo entorno laboral
Según los responsables de la serie, la clínica de ¡Fibrilando! es un centro sanitario de tamaño medio, tiene unos ochenta empleados entre médicos, enfermeros y personal auxiliar y está situada entre las plantas siete y diez de un gran edificio céntrico. Es posible que se trate de una clínica organizada por una compañía de seguros que, a condición de que sean contratados con ellos los seguros de vida, hogar y coche, regalen esta cobertura médica. Algo así como un taller concertado, que los pacientes nunca elegirían si pudieran. 
Al igual que en su predecesora, el nombre de la clínica no aparece en ninguno de los dosieres entregados a los medios. Lo que sí aclararon es el nombre de la empresa que le hace competencia directa y que sitúan en los bajos del edificio: Se trata de la clínica del doctor Rubenmeyër, de la que solo se conocen sus ofertas en cirugía estética y sus tratamientos milagrosos.
Nuevos personajes
Tres nuevos personajes se anuncian como incorporación a la serie durante su desarrollo:
-un médico forense, encarnado por Carlos Areces, punto fijo de La hora chanante y de Muchachada Nui,
-una ambulanciera
-un médico recién titulado 
Nuevo envoltorio
Hay nueva cabecera, nuevos títulos en el prólogo, donde se sustituye la caída del tradicional vaso de café, por un vasito de muestra de orina, y nuevos menús en los que se incluyen animaciones en 2-D con recortables de los protagonistas. Cortinillas realizadas a partir de radiografías animadas. Placas de huesos y esqueletos animados. Y una pieza de corta duración en cada cierre, que sustituye el avance del siguiente programa, interpretada por los mismos personajes, pero esta vez en un decorado diferente, un quirófano, y con contenidos un poco más subidos de tono.
Nueva música en la línea de las series detectivescas, médicas o fanta-científicas de los años 60. Un poquito de soul-bossa al estilo de Quincy Jones o Esquivel firmada por el trío: Pez (Parafünk), Frank y Guridi

## Personajes de ¡Fibrilando!
- Arturo Valls (Dr. Jesús Quesada, cirujano)
- Carlos Chamarro (Dr. Julián Palacios, anestesista)
- César Sarachu (Dr. Bernardo Marín, farmacéutico)
- Esperanza Pedreño (Maricarmen Cañizares, enfermera)
- Luis Varela (Dr. Gregorio Antúnez, director)
- Esperanza Elipe (Marimar Montes, enfermera jefe)
- Carolina Cerezuela (Dra. Mónica Salazar, pediatra)
- Ana Milán (Dra. Victoria de la Vega, cirujana jefe)
- Joaquín Reyes (Dr. Ricardo “Ríchar” Mesa, departamento de I+D)
- Marta Belenguer (Dra. Nacha Ruiz, traumatóloga)
- Álex O'Dogherty (el padre Arturo Cañas Cañas, capellán)
- Ana Ruiz (Sofía Guillén, recepcionista)
- Daniel Albaladejo (Benito Avendaño, vigilante de seguridad)
- Silvia Wheeler (Dra. Frida Lüdendorff, medicina nuclear)
- Antón Valen (Antonio Nogales “Tono”, departamento de servicios generales)
- Juana Cordero (“Choches”, limpiadora)
- Mercedes Luzuriaga (Asunción Sempere “Asun”, becaria)
- Nacho Rubio (Dr. Juan Luis Lazcano, psiquiatra)
- Manuel Tallafé (Paco Elbrasas, del bar de abajo)
- Carlos Areces (Dr. José Luis Iparraguirre Lacalle, médico forense)

## Episodios y audiencias
| Temporada | Temporada | Episodios | Estreno                  | Final                  | Audiencia media | Audiencia media | Audiencia media |
| Temporada | Temporada | Episodios | Estreno                  | Final                  | Espectadores    | Cuota           |                 |
| --------- | --------- | --------- | ------------------------ | ---------------------- | --------------- | --------------- | --------------- |
|           | 1         | 8         | 13 de septiembre de 2009 | 1 de noviembre de 2009 | 2 118 000       | 11,9%           |                 |

| Capítulo | Título              | Fecha                            | Espectadores | Share |
| -------- | ------------------- | -------------------------------- | ------------ | ----- |
| 01       | El profesor         | Domingo 13 de septiembre de 2009 | 2.987.000    | 18,2% |
| 02       | Delicadeza          | Domingo 20 de septiembre de 2009 | 2.454.000    | 12,8% |
| 03       | El abuelo congelado | Domingo 27 de septiembre de 2009 | 2.386.000    | 13,0% |
| 04       | Sirena              | Domingo 4 de octubre de 2009     | 1.854.000    | 10,8% |
| 05       | El atraco           | Domingo 11 de octubre de 2009    | 1.302.000    | 9,3%  |
| 06       | Nido                | Domingo 18 de octubre de 2009    | 2.300.000    | 12,0% |
| 07       | ¿Hay alguien ahí?   | Domingo 25 de octubre de 2009    | 1.727.000    | 9,0%  |
| 08       | Helipuerto          | Domingo 1 de noviembre de 2009   | 1.937.000    | 10,5% |

```
Se emitieron capítulos en el canal7, actualmente desaparecido, que no fueron emitidos en Telecinco y no se conoce el número de sketches no "oficiales".
```